# Carl Johansson
Carl Anders Lorentz Johansson (* 23. Mai 1994 in Lund) ist ein schwedischer Fußballspieler.

## Karriere

### Verein
Nach seinen Anfängen in der Jugend von Höörs IS wechselte Johansson im Sommer 2009 in die Jugendabteilung von Helsingborgs IF und durchlief dort alle Jugendmannschaften. Im Sommer 2013 wurde er in den Kader der ersten Mannschaft in der ersten schwedischen Liga aufgenommen und feierte dort im September 2013 sein Profidebüt beim 1:1-Auswärtsunentschieden gegen IF Elfsborg. Nachdem er mit seinem Verein in der Relegation in der Saison 2016 in die 2. Liga abgestiegen war, wechselte er im Januar 2019 zurück in die erste schwedische Liga und schloss sich Falkenbergs FF an. Bereits im nächsten Winter wechselte er innerhalb der Liga zum IFK Göteborg. Von dort wurde er im Januar 2023 für den Rest der Spielzeit nach Dänemark zum Erstligisten Randers FC verliehen.
Im Sommer 2023 wechselte er nach Deutschland zum Zweitligisten Holstein Kiel.

### Nationalmannschaft
Johansson bestritt in den Jahren 2013 bis 2015 insgesamt acht Spiele für die U19, U20 und U21 des schwedischen Fußballverbandes, bei denen ihm insgesamt ein Tor gelang.

## Erfolge
- Aufstieg in die Bundesliga: 2024

## Sonstiges
Johansson ist mit der schwedischen Handballspielerin Olivia Mellegård liiert.